# Ascalaphus krueperi
Ascalaphus krueperi är en insektsart som först beskrevs av Herman Willem van der Weele 1909.  
Ascalaphus krueperi ingår i släktet Ascalaphus och familjen fjärilsländor. Inga underarter finns listade i Catalogue of Life.